# Phanerotoma plaumanni
Phanerotoma plaumanni är en stekelart som beskrevs av Herbert Zettel 1989. Phanerotoma plaumanni ingår i släktet Phanerotoma och familjen bracksteklar. Inga underarter finns listade i Catalogue of Life.